# Sidney De Gray
Sidney De Gray (16 de junho de 1866 – 30 de junho de 1941) foi um ator britânico da era do cinema mudo. Ele apareceu em 72 filmes entre 1913 e 1940.

## Filmografia selecionada
- Just Imagine (1930)
- The Three Sisters (1930)
- The Amateur Gentleman (1926)
- Wine of Youth (1924)
- Single Handed (1923)
- The Oregon Trail (1923)
- Around the World in Eighteen Days (1923)
- The Mark of Zorro (1920)
- Lonesome Luke, Mechanic (1917)
- Lonesome Luke's Lively Life (1917)
- Luke Wins Ye Ladye Faire (1917)
- Lonesome Luke, Lawyer (1917)
- Luke's Trolley Troubles (1917)
- Luke's Busy Day (1917)
- Luke's Lost Liberty (1917)
- Luke's Shattered Sleep (1916)
- Luke Locates the Loot (1916)
- Luke's Fireworks Fizzle (1916)